# Enteridium
Enteridium, lange Zeit auch als Reticularia geführt, ist eine Gattung von Schleimpilzen aus der Gruppe der Myxogastria. Sie umfasst sieben Arten.

## Merkmale
Die Fruchtkörper sind ungestielte Aethalien. Sie sind von polsterförmiger oder abgeflachter Gestalt, ihr Ansatz ist breit. Das Pseudocapillitium ist am Ansatz verwachsen, es besteht aus zerlöcherten oder bis hin zu fadenförmiger Gestalt ausgefransten Membranen, die gelegentlich netzartig untereinander verwachsen sein können.
Die einzelnen oder gelegentlich Klumpen bildenden Sporen sind als Sporenmasse braun oder olivfarben, im Durchlicht olivfarben bis blassbraun.

## Verbreitung
Die Gattung ist weltweit verbreitet, als häufigste und am weitesten verbreitete Arten gelten Enteridium lycoperdon und Enteridium splendens.

## Systematik und Forschungsgeschichte

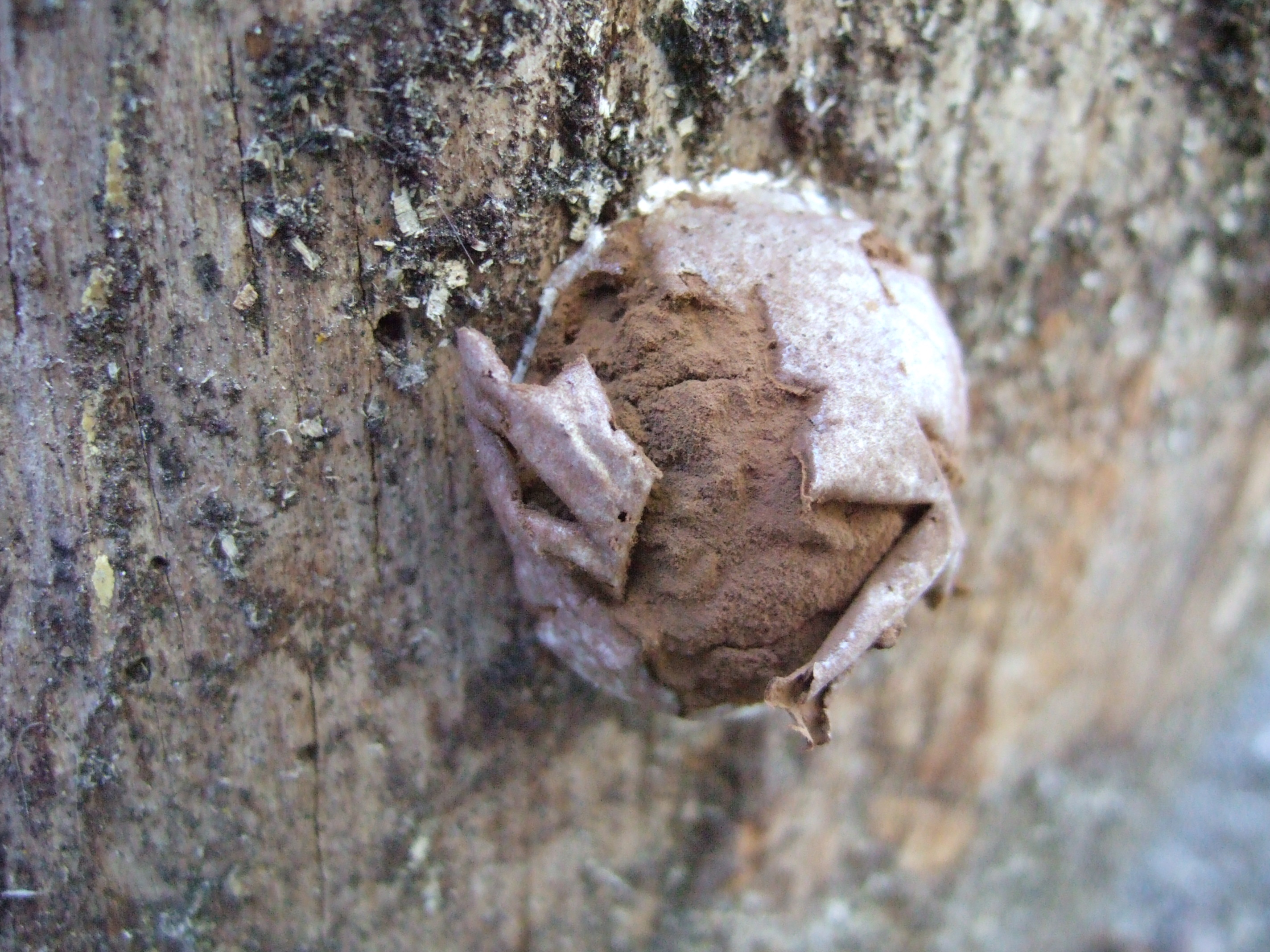
Enteridium lycoperdon, Sporen freisetzend

Die Gattung wurde 1791 von Jean Baptiste François Bulliard als Reticularia erstbeschrieben, Typusart war Reticularia lycoperdon. 1819 beschrieb Christian Gottfried Ehrenberg eine weitere Gattung, Enteridium. Als beide Gattungen später zusammengefasst wurden, hätte eigentlich der Name Reticularia der neue Gattungsbezeichner sein müssen. Dieser kollidierte jedoch mit dem Namen einer Flechtengattung, daher wurde der Name Enteridium für die neugefasste Gattung herangezogen.
Die Gattung umfasst sieben Arten, darunter:
- Stäublings-Schleimpilz (Enteridium lycoperdon)
- Enteridium splendens
- Enteridium olivacea
- Enteridium intermedium[4]

## Nachweise
1. 1 2 3  Michael J. Dykstra, Harold W. Keller: Mycetozoa In: John J. Lee, G. F. Leedale, P. Bradbury (Hrsg.): An Illustrated Guide to the Protozoa. Band 2. Allen, Lawrence 2000, ISBN 1-891276-23-9, S. 962–964 (englisch).
2. 1 2 3 4  Marie L. Farr: Myxomycetes. In: Flora Neotropica. Band 16. The New York Botanical Garden, New York 1976, ISBN 0-89327-009-1, S. 38–39.
3. ↑  Marie L. Farr: Reticularia Baumgarten (Lichens) versus Reticularia Bulliard (Myxomycetes)., Taxon 25:514, 1976
4. ↑  C. Illana, G. Moreno, M. Lizárraga: Catalogo de Myxomycetes de México. In: Stapfia. Band 73, Linz 2000, S. 167–186, zobodat.at [PDF]